# José Luis Talamillo
José Luis Talamillo Huidobro, nascido a 6 de julho de 1933 em Burgos, foi um ciclista profissional espanhol, falecido no dia 31 de dezembro de 1965, vítima de um atropello enquanto treinava na estrada N-120, para perto da capital burgalesa.
Foi ciclista profissional desde 1956 até 1965, destacando pelasr suas vitórias em seis edições do Campeonato da Espanha de Ciclocross, sendo o grande dominador em sua temporada dentro da Espanha. Sendo também de destacar que em 1964 se proclamou Subcampeão da Espanha de Fundo em Estrada e que na edição da Volta ciclista a Espanha de 1961 portou durante duas etapas o maillot de líder.
No ano 2001 inaugurou-se em sua cidade natal em sua honra um poliesportivo com seu nome, com um aforo de 800 espectadores. Em 2013 inaugurou-se no Bulevar del Ferrocarril uma escultura em sua honra.

## Palmarés
| 1956 - 3º no Campeonato da Espanha de Ciclocross 1957 - Bilbao 1958 - Campeonato da Espanha de Ciclocross - G.P. Mugica - 1 etapa da Volta à La Rioja - Udondo 1959 - Campeonato da Espanha de Ciclocross - G.P. Mugica - GP Villafranca de Ordizia - Iuerreta 1960 - Campeonato da Espanha de Ciclocross | 1961 - Aragón - 2º no Campeonato da Espanha de Ciclocross 1962 - Campeonato da Espanha de Ciclocross - 1 etapa da Volta à La Rioja 1963 - Campeonato da Espanha de Ciclocross 1964 - 2º no Campeonato da Espanha em Estrada - 2º no Campeonato da Espanha de Ciclocross 1965 - Campeonato da Espanha de Ciclocross - Semana Catalã |

## Equipas

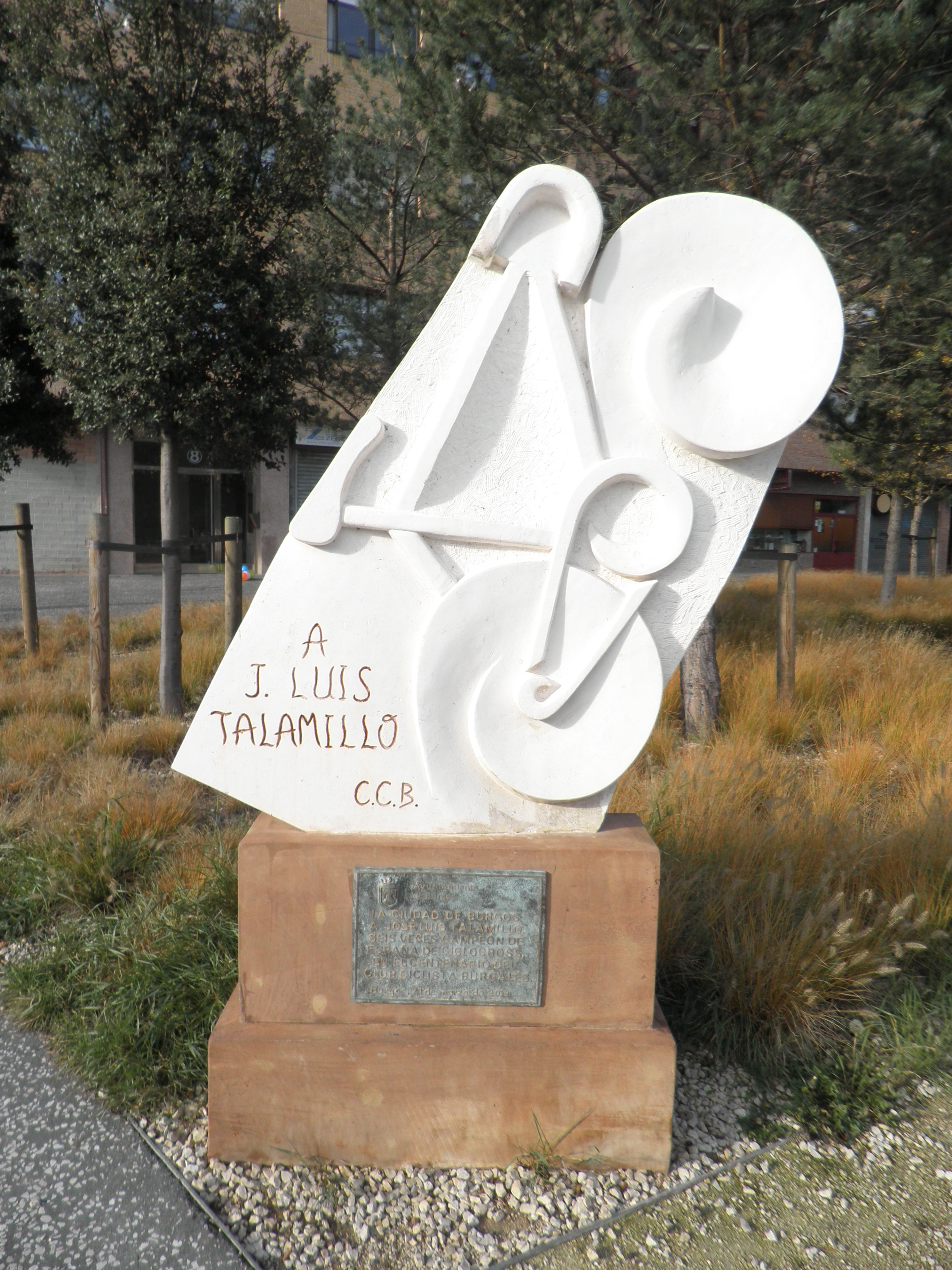
Monumento a José Luis Talamillo em Burgos.

- Independente (1956)
- Boxing Clube (1957-1959)
- Brandy Majestade (1960)
- Catigene (1961)
- Gorbea (1962)
- Ferrys (1963-1964)
- Olsa (1965)